# Contrepoint rigoureux

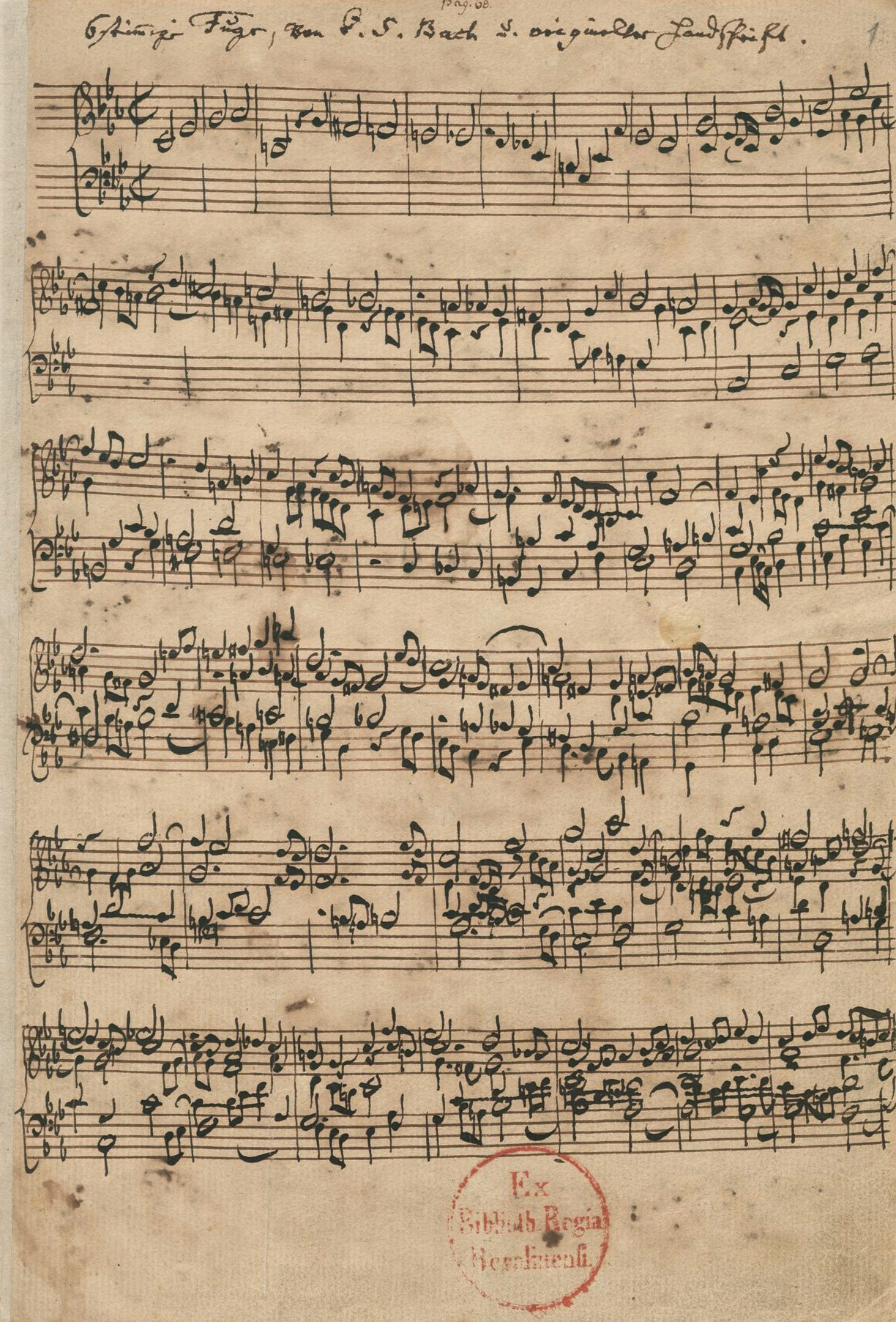
Fugue (L'Offrande musicale) de Jean-Sébastien Bach, une des formes les plus élaborées du contrepoint.

En musique, le contrepoint (sous-entendu rigoureux) est une forme d'écriture musicale, qui trouve ses origines avec la polyphonie, née au Moyen Âge, et qui consiste en la superposition organisée de lignes mélodiques distinctes.
Le contrepoint est particulièrement utilisé pendant la Renaissance jusqu'à l'époque baroque. C'est avec Palestrina, William Byrd ou encore Georg Friedrich Haendel, mais surtout avec Jean-Sébastien Bach, que l'art du contrepoint connaît ses heures de gloire.

## Histoire du contrepoint
Le mot contrepoint vient du latin punctus contra punctum, littéralement point contre point c’est-à-dire note contre note.
Le contrepoint est plus ancien que l'harmonie tonale. Initialement modal, il est le fondement de la polyphonie qui a eu cours en Occident jusqu'au début de la période baroque. C'est durant cette dernière que l'harmonie acquiert une importance grandissante avec le développement de la tonalité. On considère généralement la musique de Bach comme la référence de l'équilibre de ces deux aspects de l'écriture musicale.

Gerard van Honthorst, 1623, Le concert.

Par la suite, le contrepoint perd de son importance dans les compositions, mais conserve un grand intérêt pédagogique et demeure donc enseigné dans les écoles et conservatoires, tout en poursuivant son évolution. Ainsi, Pierre Boulez explique :
« J'ai travaillé le contrepoint en même temps que l'harmonie… deux disciplines qui doivent rester étroitement liées, car harmonie et contrepoint ne sont que les deux aspects fondamentaux de toute écriture polyphonique… Ce qu'il faudrait, c'est enseigner aux élèves toutes les disciplines de la polyphonie. »
— Michel Baron, Cours de contrepoint rigoureux - § L'esprit du contrepoint.

Certains compositeurs voient néanmoins un avenir dans le contrepoint. Paul Dukas, par exemple, a dit à son sujet : 
« Où allons-nous ? Tout a été fait. Depuis ces vingt dernières années, il semble que les limites extrêmes aient été atteintes. On ne peut être plus ingénieux, plus raffiné que Ravel, plus audacieux que Stravinsky. Quelle sera la nouvelle formule d'art ? Il faudra retourner aux sources mêmes, à la simplicité, pour trouver quelque chose de véritablement neuf. Le contrepoint ? Là, sans doute, se trouve l'avenir. »

## Contrepoint et harmonie
Contrepoint et harmonie sont intimement liés. Entre les deux existe « une différence de point de vue plutôt que d'essence » : point de vue vertical pour l'harmonie ; horizontal pour le contrepoint.
- L'approche harmonique est fondée sur les enchaînements d'accords lesquels donnent lieu à des lignes mélodiques. Chaque note est écrite pour son harmonie par rapport aux autres lues verticalement, entre lignes mélodiques.
- L'approche contrapuntique, elle, considère la qualité des lignes mélodiques. Les accords sont un phénomène secondaire perçu à des moments rythmiques précis. Chaque note est écrite par rapport aux autres lues horizontalement, au sein de la ligne mélodique, en vue de la qualité de la mélodie.

Les lignes mélodiques se doivent d'être les plus conjointes possible, et doivent respecter certaines règles de mouvement.
Des règles harmoniques existent, et sont destinées à cadrer les réalisations. On y évite notamment certains intervalles dissonants, et certains états de l'accord qui seraient en contradiction avec les fondamentaux de cette discipline. Par exemple, le second renversement est interdit, car il a des fonctions bien précises — passage, broderie et cadences — et qui n'auraient pas de sens en contrepoint. Ces règles harmoniques sont donc plus restrictives que celles en vigueur en harmonie tonale. Tout comme en harmonie, des dissonances passagères sont admises et sont également régies par des règles. Elles ajoutent un intérêt musical à l'œuvre.
L'esprit du contrepoint est réputé aussi important que sa technique, ce qui rend sa pédagogie difficile  :
« Il n'est vraiment pas facile de rédiger un traité, ou même un cours de contrepoint. Même le grand Dupré s'est laissé aller à énoncer la puissante recommandation suivante dans son Cours de Contrepoint (page 9) : « Pour obtenir le mouvement conjoint absolu (c'est-à-dire la gamme) l'élève doit s'efforcer d'éviter tout mouvement disjoint ». »
— Michel Baron, Cours de contrepoint rigoureux

## Le contrepoint imitatif
Le contrepoint mené dans les règles de l'art n'implique nullement l'identité ou la parenté des mélodies qui se superposent. Il suffit que soient respectées des règles concernant les consonances et les dissonances, la modulation, les fausses relations, etc. C'était d'ailleurs la marque des plus grands maîtres que de savoir produire de telles combinaisons de thèmes distincts ; Bach et Haendel, parmi de nombreux autres, n'y ont pas manqué.
Cependant, l'imitation est un procédé très souvent utilisé, car elle permet, notamment, de renforcer l'unité d'une pièce. Étant donné un thème (ou un simple motif) mélodique, les imitations qui en sont tirées peuvent faire appel aux procédés suivants :
- l'augmentation de la durée des notes ;
- ou son contraire, leur diminution ;
- son renversement (les intervalles ascendants sont remplacés par des intervalles descendants – et vice versa) ;
- le mouvement rétrograde (le thème est joué « à l'envers », de sa fin vers son début) ;

ainsi qu'à toutes leurs combinaisons possibles (ce qui peut rendre un thème méconnaissable).
Ces différents procédés sont illustrés de la façon la plus magistrale (et systématique) qui soit dans trois œuvres de Jean-Sébastien Bach :
- les Variations Goldberg ;
- L'Offrande musicale ;
- L'Art de la fugue.

## La fugue
La fugue est la forme musicale la plus achevée de ces techniques d'écriture. Elle utilise toutes les techniques contrapuntiques et harmoniques. Le canon en est la forme la plus simple et la plus rigoureuse ; d'autres formes, plutôt anciennes, en relèvent également : ricercare, tiento… L'écriture fuguée (le fugato) se manifeste aussi dans beaucoup des formes musicales pratiquées alors — suite de danses, sonate et autres.

## Traités notoires
Il n'y a pas de vérité absolue en matière de contrepoint. L'esprit et les fondamentaux demeurent les mêmes mais certaines règles définissant les débuts et fin de réalisations, les accords incomplets, les licences… varient légèrement d'un traité à un autre.
Ainsi, dans son Cours de contrepoint, Michel Baron précise, après en avoir énoncé les règles :
« Certains traités sont beaucoup plus tolérants. Ainsi, Koechlin les accepte [les quintes directes arrivant sur les degrés II, III et VI, et les octaves directes descendantes sur n'importe quel degré] entre les extrêmes si la partie supérieure est conjointe, et ailleurs, si l'une des deux parties est conjointe (Précis des règles du contrepoint, page 3) comme on le propose souvent aujourd'hui dans les études d'harmonie. Les Tableaux synoptiques des règles de contrepoint d'Alain Weber détaillent les autres variantes possibles de ces règles. D'un point de vue purement pratique, la nécessité de rigueur tout au long de l'étude du contrepoint invite à recommander d'adopter immédiatement les principes en vigueur dans le conservatoire ou l'établissement où on souhaiterait poursuivre des études avancées. »
— Michel Baron, Cours de contrepoint rigoureux - § Règles communes

### Fernando de las Infantas
Si ce compositeur espagnol n'écrivit aucun traité concernant ce sujet, en tant que défenseur du chant grégorien Fernando de las Infantas donna de nombreux exemples. Dans sa publication effectuée en 1578 et 1579, celui-ci laissa 101 pièces de ce genre. En 2004, la maison d'édition Ut Orpheus les réédita, transcrites en notation contemporaine. Ces œuvres, déjà très développées, témoignent effectivement de l'origine de ce genre, issu du chant grégorien (devenu plain-chant) dans lequel le motif mélodique liturgique devient cantus firmus (c'est-à-dire « chant ferme » autour duquel tout se déroule).

### Johann Joseph Fux
Le plus célèbre traité de contrepoint rédigé à l'époque où celui-ci avait une importance première est le Gradus ad Parnassum (1725) du compositeur autrichien Johann Joseph Fux.
Dans un souci de classification, Fux distingue cinq espèces de contrepoint, selon la façon dont se comportent les autres voix, par rapport à la partie principale (le cantus firmus) :
1. chaque note correspond à une note du cantus firmus ;
2. deux notes correspondent à une note du cantus firmus ;
3. trois ou quatre notes correspondent à une note du cantus firmus ;
4. une dissonance passagère se résout en consonance avec la note du cantus firmus ;
5. Contrepoint fleuri : combinaison des quatre espèces précédentes.
Chaque espèce contient des variantes (notes de durées inégales par exemple).

### Autres traités en français
- 1835 : Luigi Cherubini, Cours de contrepoint et de fugue.
- 1901 : Théodore Dubois, Traité de contrepoint et de fugue (Paris, Heugel).
- 1927 : Charles Koechlin, Précis des règles du contrepoint.
- 1938 : Marcel Dupré, Cours d’harmonie, contrepoint et fugue.
- 1964 : Marcel Bitsch, Traité de contrepoint.
- 1997 : Alain Weber, Tableaux synoptiques des règles de contrepoint.